# Umweltmedizin – Hygiene – Arbeitsmedizin
Umweltmedizin – Hygiene – Arbeitsmedizin ist eine wissenschaftliche Fachzeitschrift für den Bereich Medizin. Sie ist eine „Fachzeitschrift für Umweltmedizin, Umweltchemie und Ökotoxikologie“ und „Organ der Gesellschaft für Hygiene, Umweltmedizin und Präventivmedizin“. Sie erscheint seit 1996. Bis 2012 trug die Zeitschrift den Titel Umweltmedizin in Forschung und Praxis.